# Burg Westerhusen
Die Burg Westerhusen ist eine abgegangene Burg in der ostfriesischen Gemeinde Hinte im Landkreis Aurich in Niedersachsen. Sie stand im Ortsteil Westerhusen. Truppen der Stadt Hamburg zerstörten die Burg im Jahre 1436.

## Geschichte
Westerhusen war mindestens seit dem 14. Jahrhundert Richter- und Häuptlingssitz. Es ist unbekannt, wann diese im Ort eine Burg erbauten. Vermutlich war es ein Steinhaus, ähnlich dem erhaltenen Steinhaus von Bunderhee.
Erstmals wird die Anlage zu Zeiten ihrer Zerstörung im Jahre 1436 genannt. Der damalige Häuptling, Ewe oder Ewo Howerda, verteidigte sein Anwesen damals gegen eine Söldnertruppe. Diese bekämpfte im Auftrag der Hansestadt Hamburg und der Cirksena die Seeräuber und die mit ihnen verbündeten Häuptlinge. Einen ersten Angriff konnte er nach Angaben von Eggerik Beninga noch abwehren. Im Zweiten Anlauf eroberten die Söldner das Bauwerk. Dieses ließen sie nahezu komplett abbrechen und Holz, Steine, Eisenwerk und andere Materialien (holt, stehen, iserwerck und andere materialia) nach Emden schaffen und bauten damit die dortige Befestigung aus. Ewe verlor seine Häuptlingswürde, nannte sich fortan Ewe wandaghes tho Westerhusen hovetling (=Ewe, ehemaliger Häuptling zu Westerhusen) und verstarb 1457.
Möglicherweise hat er seine Richter- und Häuptlingswürde noch zu Lebzeiten an seinen Sohn Wyloff abgetreten, der am 5. November 1445 als Wyloff Ewes unter Ausstellern einer Urkunde genannt wird. Ob er die Burg größer und schöner wiedererrichten ließ, ist unbekannt. Sicher ist, dass sich an ihrer Stelle im 16. Jahrhundert ein Renaissance-Schlösschen befand, das sich im Jahre 1529 im Besitz des Häuptling Reint befand. Ab Ende des 16. Jahrhunderts scheint es keine Häuptlinge mehr in Westerhusen gegeben zu haben, da sie nicht mehr urkundlich erwähnt werden. Das Schloss wurde wohl im 17. Jahrhundert abgebrochen und wich einem Herrenhaus. Dieses brannte um 1780 ab und wurde als großes Landhaus wiedererrichtet. 1785 kaufte der Landrentmeister Conring das Anwesen. Im 19. Jahrhundert war der wohlhabende Landwirt Dirk Janssen Groenewold Besitzer des Herrenhauses. Er ließ das Anwesen um 1860 umbauen und im Zuge der Arbeiten „einen Balkon, eine Veranda oder auch einen so genannten Schildgiebel“ an das Gebäude bauen. Im 20. Jahrhundert verkaufte die Familie Ukena das Anwesen und veräußerte das Gebäude an die Ostfriesische Beschäftigungs- und Wohnstätten GmbH, eine Behinderteneinrichtung, die dort eine Wohnstätte betreibt. Die umliegenden Flächen inklusive des ehemaligen Burggartens erwarb die Gemeinde Hinte.
Erhalten blieben von der Burg das um 1600 erbaute Schatthaus sowie die noch teilweise von Graften und Zingel umschlossene Burgstelle. Beide stehen heute unter Denkmalschutz.